# Понос (мифология)
По́нос, По́нус (др.-греч. Πόνος буквально: «работа, труд») — в древнегреческой мифологии олицетворение трудности, усталости и тяжёлой работы. Согласно Теогонии Гесиода Понос являлся сыном богини раздора Эриды, но Цицерон в De natura deorum считал, что Понос являлся сыном Нюкты и Эреба. В эпической поэме «Щит Геракла», приписываемой Гесиоду, Понос был одной из многих фигур, изображённых на щите Геракла.

## Мифология

### Гесиод
В Теогонии Гесиода (226—232) была описана генеалогия Поноса вместе с другими его братьями и сёстрами:
«И ненавистная Эрида родила болезненного Поноса,
Лету и Лимоса и слезливого Алгоса;
Гисмин , Мэки, Фонос и Андроктасия;
Некея, Псевдия, Логос и Амфиллогия
Дисномия и Ата рядом друг с другом,
и Хоркос, который больше всего поражает людей на земле,
Когда желающий даёт ложную клятву.»

### Цицерон
В De natura deorum Цицерона:
«… Эфир и Гемера, а также их братья и сёстры, которых древние генеалоги называют так: Купидон, Долос, Фобос, Понос, Немезида, Морос, Герас, Морс, Керы, Ойзис, Пентус, Гибрис, Фраус, Пертинакия, Мойры, Геспериды и Онир; все они потомки Эреба и Нюкты …»

### Вергилий
В Энеиде Вергилия:
«… (Сивилла ведёт Энея через Подземный мир): Они шли смутно, под одинокой ночью среди мрака, через пустые залы Аида и его призрачного царства… Прямо перед входом, в пастях Аида, Пенстос и мстящий Кура положили свою постель; там обитают бледные Носои, грустный Герас и Деймос и Лимос, соблазнительница греха, и омерзительный Эгестас, формы, ужасающие на вид; и Танатос и Понос;…»

### Сенека
В трагедии Сенека «Эдип»:
«… (Призрак Лаия требует изгнания Эдипа из Фив): Посему скорее изгоните царя из своих границ, в изгнании гоните его в любое место его зловещей поступью. Пусть он уйдет из земли; тогда, распустившись весенними цветами, он обновит свою зелень, животворный воздух снова даст чистое дыхание, и их красота вернется в леса; Кер и Носос, Танатос, Понос, Фтизис и Алгос, подходящая компания для него, все вместе уйдут. …»

### Стаций
В «Фиваиде» Стация:
«… Внутри сияющий Гефест вырезал тысячу подобий Гипноса:… Здесь Понос, склонившийся в покое, составляет ему компанию.»

## Философия
Киники продвигали жизнь Поноса[что?].